# Колијевке
Колијевке је насељено мјесто у граду Горажду, Босна и Херцеговина.

## Становништво
|         | 2013.      | 1991.       | 1981.       | 1971.       |
| Укупно  | 4 (100,0%) | 70 (100,0%) | 65 (100,0%) | 71 (100,0%) |
| Срби    | 4 (100,0%) | 66 (94,29%) | 65 (100,0%) | 70 (98,59%) |
| Бошњаци | –          | 4 (5,714%)1 | –           | –           |
| Остали  | –          | –           | –           | 1 (1,408%)  |

1. 1 На пописима од 1971. до 1991. Бошњаци су пописивани углавном као Муслимани.